# Jean-Claude Lemoult
Jean-Claude Lemoult (født 28. august 1960 i Neufchâteau) er en fransk tidligere fodboldspiller, der var midtbanespiller og spillede for Paris SG, Montpellier og Nîmes samt enkelte kampe på det franske landshold, heriblandt til OL i 1984 i Los Angeles.

## Fodboldkarriere
Lemoult indledte sin karriere i Paris SG i 1977, hvor han spillede frem til sommeren 1986. Herefter havde han fem sæsoner i Montpellier, inden han sluttede sin aktive karriere med to sæsoner hos Nîmes. Han blev fransk mester med Paris SG i 1986, og han var med til at vinde pokalturneringen Coupe de France tre gange: 1982 og 1983 med Paris SG, og 1990 med Montpellier.
Han debuterede på Frankrig U/21 i 1980 og nåede fem kampe for dette hold. Han fik derpå to kampe på A-landsholdet i 1938, inden han kom med på OL-holdet, der deltog i OL 1984, hvor det for første gang var tilladt at stille med professionelle spillere, når blot de ikke havde spillet VM-kampe. Turneringen var derudover præget at den sovjetisk-ledede boykot af legene, der betød, at alle medaljevinderne fra OL 1980 i Moskva ikke deltog. Frankrig vandt sin indledende pulje, og i kvartfinalen besejrede franskmændene Egypten, mens det i semifinalen gik ud over Jugoslavien efter forlænget spilletid. Finalen blev en kamp mellem Frankrig og Brasilien, og den endte med 2-0 til Frankrig, der dermed fik guld, mens sølvet gik til Brasilien og bronzen til Jugoslavien. Lemoult spillede ikke første kamp, men derpå resten af holdets kampe i turneringen, og han scorede holdets eneste mål i den sidste kamp i indledende runde mod Chile, som endte 1-1.

## Titler
Ligue 1
- 1986 med Paris SG

Coupe de France
- 1982 og 1983 med Paris SG
- 1990 med Montpellier HSC

OL
- 1984 med Frankrig